# Radio Nowy Świat
Radio Nowy Świat (укр. Радіо Новий Світ) — онлайнова радіостанція музично-журналістського профілю, що веде мовлення з 10 липня 2020 року. Її штаб-квартира знаходиться за адресою вул. Остра 14 у Варшаві. Радіостанція фінансується коштом внесків слухачів та підприємств, які станція називає патронами.

## Історія
Після змін у керівництві Польського радіо, що відбулися в результаті парламентських виборів 2015 року, на яких перемогла партія «Право і справедливість», у Третій програмі відбулися значні кадрові та програмні зміни. Протягом кількох наступних років була звільнена або пішла з роботи переважна більшість колективу станції, а слухабельність значно знизилася. Серед осіб, які вирішили піти, була, зокрема, пізніша перша головна редакторка Radio Nowy Świat – Магда Єтон, яка 8 січня 2016 року була звільнена з посади на власне прохання. У першому півріччі 2020 року відбулися подальші великі кадрові зміни серед журналістів «Трійки». У січні правління Польського радіо не продовжило контракт з Даріушем Росяком, ведучим авторської програми «Звіт про стан світу», а 9 березня 2020 року з Анною Гацек, в результаті чого через два дні Войцех Манн вирішив піти з радіо. Протягом наступних днів від співпраці з «Трійкою» відмовилися ведучі авторських програм Ян Млинарський, Ян Хойнацький, а також Войцех Ваглевський і Бартош Ваглевський.
Radio Nowy Świat було анонсовано 18 квітня 2020 року разом із запуском краудфандингової кампанії на Patronite. Його заснувала компанія «Ratujmy Trójkę sp. z o.o.», згодом перейменована на «Radio Nowy Świat sp. z o.o.». Серед співзасновників — Магдалена Єтон, Войцех Манн, Пйотр Єдлінський та інші. Єтон заявила, що радіо працюватиме без реклами, якщо щомісяця збиратимуть 250 тис. злотих. Початок мовлення планувався на 26 червня 2020, але через COVID-19 у члена команди старт перенесли. Замість цього транслювали концерт Ваглевського. Регулярне мовлення стартувало 10 липня 2020 року з програмою „Poranna Manna” Войцеха Манна. Першою піснею була All You Need Is Love від The Beatles. Через великий інтерес сайт зазнав перевантаження. На платформі Open.fm слухало понад 100 тис. осіб — рекорд на той час. За деякими даними, радіо в день запуску випередило за онлайн-слуханнями навіть BBC Radio. У сітці мовлення — авторські музичні та суспільно-політичні програми, новини. Політики не запрошуються, коментують журналісти та експерти. Радіо підтримує молоді таланти. Реклами немає, але є спонсорські вставки. Студія розташована у Варшаві (вул. Остра, 14). 10 серпня 2020 року з посади президента пішов Пйотр Єдлінський після критики щодо вживання чоловічих займенників до небінарної активістки Марґо Шутович у новинах. Його рішення спричинило публічну дискусію. 20 серпня до правління приєдналась Патриція Мацйон, яка відповідала за комунікацію зі спільнотою. Вона залишила радіо 5 січня 2021 року, але залишалась співвласницею до листопада. У січні 2021 помер співзасновник Кшиштоф Лущевський — його частку успадкували родичі. З 20 вересня 2021 року частину програм можна переглядати онлайн у форматі аудіовідео (для патронів). У 1-й половині 2022 року частка слухачів радіо склала 0,7–0,8% — більше, ніж у деяких державних аналогових станцій, зокрема Другого каналу Польського радіо.

## Співробітники
Серед співробітників радіо (станом на лютий 2025 року) є: Матеуш Андрушкевич, Кацпер Бадура, Артур Барцис, Адріана Бąковська, Ольга Бобєнко, Вероніка Бочек, Пьотр Букартик, Адріана Калінська-Чанецька, Ян Хойнацький, Сильвія Хутнік, Якуб Ферлін, Катажина Голенієвська, Беата Грабарчик, Кшиштоф Грабовський, Барбара Грегорчик, Зузанна Іленда, Ян Янчи, Бруно Ясінський, Магда Єтон, Якуб Єдрш, Катажина Кася, Роберт Кавка, Микола Кірський, Йоанна Колачковська, Клаудія Ковальчик, Ришард Козйолек, Анна Краковська, Кінга Красуська, Матеуш Кусмірек, Даміан Квік, Марцін Кидринський, Агнешка Ліпка-Барнетт, Томаш Лавніцький, Ксенія Мацьчак-Шумська, Войцех Малайкат, Ян Маліновський, Марцін Манн, Войцех Манн, Гжегож Марковський, Кшиштоф Матерна, Ярослав Міколаєвський, Марек Напіорковський, Ян Небудек, Яцек Нізінкевич, Адам Новак, Катажина Оклінська, Павел Орліковський, Міхал Порицький, Патрик Рабєга, Томаш Рачек, Анна Рокіцінська, Міхал Русінек, Кацпер Сєдлецький, Клаудіуш Слезак, Марцеліна Слом'ян, Єжи Сосновський, Мері Сполскі, Адам Стасяк, Пьотр Тополінський, Хосе Торрес, Микола Тичинський, Бартош Ваглевський, Войцех Ваглевський, Вероніка Вавжковіч, Вікторія Віхровська, Гелена Вноровська, Збігнєв Замаховський, Марія Замаховська, Мацей Замбон, Войцех Зімінський. Більшість із зазначених осіб ведуть радіопередачі або інші формати на хвилях радіостанції.